# Alexandre Denis Abel de Pujol
Alexandre Denis Abel de Pujol (30 de janeiro de 1785, Valenciennes – 29 de setembro de 1861, Paris) foi um pintor francês. Foi aluno de Jacques-Louis David e entre seus alunos estavam Alexandre-Gabriel Decamps e Émile Lévy. Pintou o teto da grande escadaria do Louvre, bem como a galeria de Diane em Fontainebleau e o teto da Euronext Paris. Foi membro do Institut de France eoficial da Legião de Honra.

## Galeria

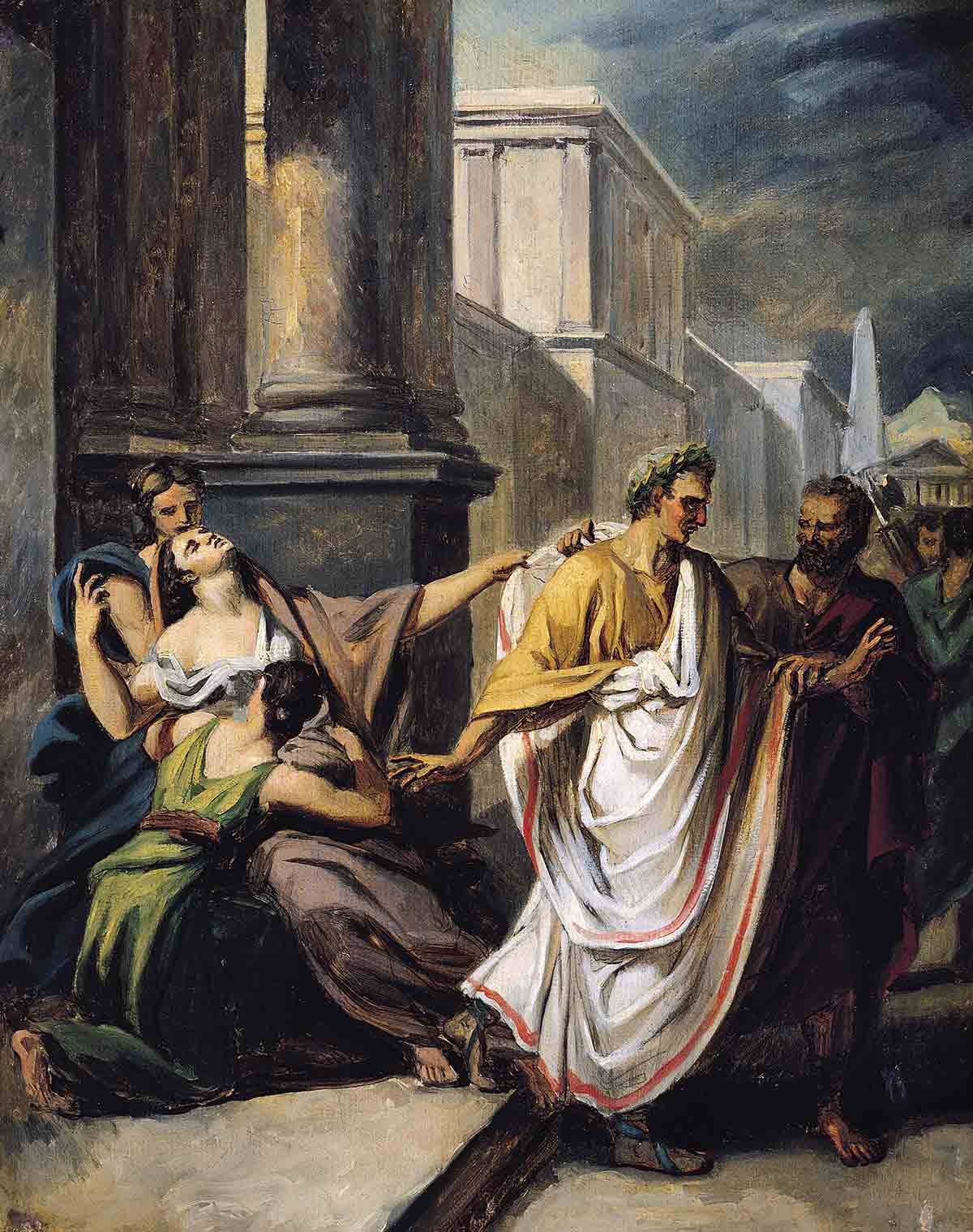
César vai ao Senado nos idos de março
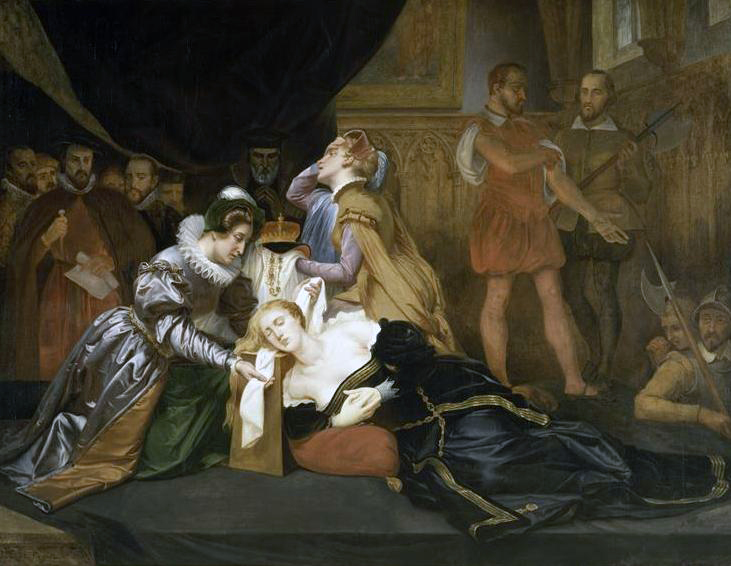
Execução de Mary Queen of Scots
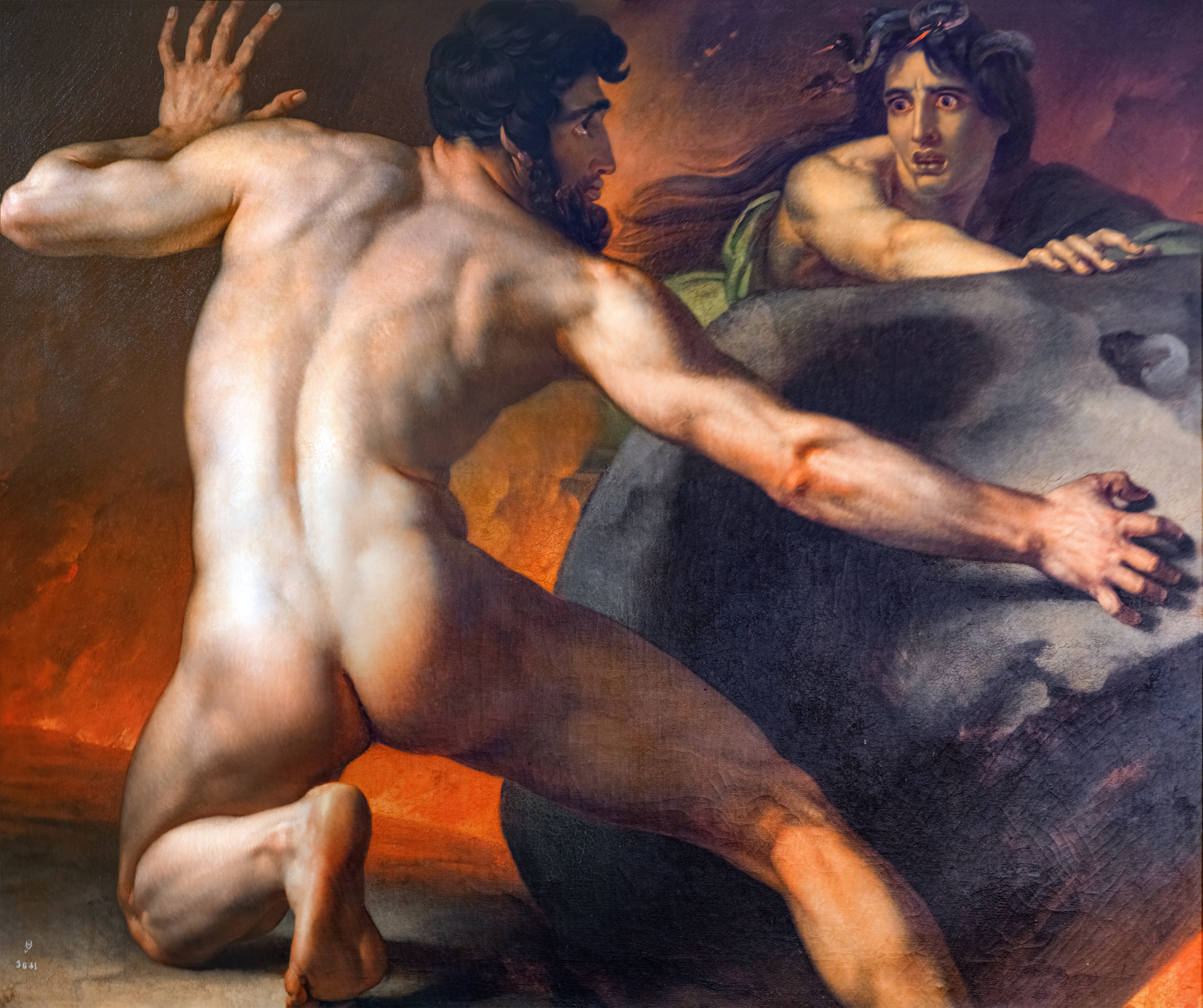
Sísifo rola eternamente sua pedra